# Anthony McFarland
Anthony Darelle "Booger" McFarland (18 de dezembro de 1977, Winnsboro, Luisiana) é um ex-jogador de futebol americano que atualmente está sem time (free agent). Ele foi draftado pelo Tampa Bay Buccaneers na 15ª posição no Draft de 1999 da NFL.
McFarland também jogou pelo Indianapolis Colts. Ele ganhou dois anéis de Super Bowl, um com o Buccaneers na edição XXXVII e outro com os Colts na edição XLI. Ele também é membro da Fraternidade Kappa Alpha Psi, Inc. Ele jogou como nose tackle no Tampa Bay Buccaneers e no Indianapolis Colts ele atuou como defensive tackle.